# Live at Last (Steeleye Span)
| Recensione | Giudizio |
| ---------- | -------- |
| AllMusic   |          |

Live at Last è l'undicesimo album degli Steeleye Span, il primo dal vivo, pubblicato dalla Chrysalis Records nel 1978. Il disco fu registrato il 7 marzo 1978 al "Winter Gardens" di Bournemouth, Dorset (Inghilterra).

## Tracce
Lato A
1. The Athol Highlanders / Walter Bulwer's Polka – 5:06 (Brano tradizionale, arrangiamento Steeleye Span)
2. Saucy Sailor / The Black Freighter – 9:50 (Brano tradizionale, arr. Steeleye Span / Kurt Weill)
3. The Maid and the Palmer – 6:37 (Brano tradizionale, arrangiamento Steeleye Span)
4. Hunting the Wren – 3:09 (Brano tradizionale, arrangiamento Steeleye Span)

Lato B
1. Montrose – 15:12 (Brano tradizionale, arrangiamento Steeleye Span)
2. Bonnets so Blue – 3:28 (Brano tradizionale, arrangiamento Steeleye Span)
3. The False Knight on the Road – 6:07 (Brano tradizionale, arrangiamento Steeleye Span)

## Musicisti
- Tim Hart  - chitarra, voce
- Maddy Prior  - voce solista
- Martin Carthy  - chitarra, voce
- John Kirkpatrick  - fisarmonica, voce
- Rick Kemp  - basso, voce
- Nigel Pegrum  - batteria, voce